# Municipio de Strege
El municipio de Strege (en inglés: Strege Township) es un municipio ubicado en el condado de McHenry en el estado estadounidense de Dakota del Norte. En el año 2010 tenía una población de 40 habitantes y una densidad poblacional de 0,43 personas por km².

## Geografía
El municipio de Strege se encuentra ubicado en las coordenadas 47°58′48″N 100°23′19″O / 47.98000, -100.38861. Según la Oficina del Censo de los Estados Unidos, el municipio tiene una superficie total de 93.73 km², de la cual 91,34 km² corresponden a tierra firme y (2,56 %) 2,4 km² es agua.

## Demografía
Según el censo de 2010, había 40 personas residiendo en el municipio de Strege. La densidad de población era de 0,43 hab./km². De los 40 habitantes, el municipio de Strege estaba compuesto por el 100 % blancos. Del total de la población el 0 % eran hispanos o latinos de cualquier raza.